# Edward Bartol
Edward Bartol (ur. 14 stycznia 1910 w Kowlu, zm. 25 czerwca 1986) – polski dyplomata.

## Życiorys
Syn Ignacego. Pełnił funkcję chargé d'affaires Polski Ludowej w Belgii od 14 listopada 1945 do 27 lipca 1948, następnie  zajmował stanowisko dyrektora Protokołu Dyplomatycznego MSZ (Minister Pełnomocny, ambasador), od 5 marca 1958 do 1962 był posłem PRL w Argentynie.  W latach 1962-1971 ponownie szef Protokołu Dyplomatycznego MSZ. 
Był mężem Marii z domu Rosenstrauch (1912–2005).
Pochowany na cmentarzu Wojskowym na Powązkach w Warszawie (kwatera G-0-42).

## Ordery i odznaczenia
- Order Sztandaru Pracy II klasy[12]
- Krzyż Komandorski Orderu Odrodzenia Polski (20 lipca  1954)[13]
- Krzyż Oficerski Orderu Odrodzenia Polski (22 lipca 1953)[14]
- Krzyż Kawalerski Orderu Odrodzenia Polski (19 lipca 1946)[15]
- Złoty Krzyż Zasługi (14 maja 1947)[16]
- Medal 10-lecia Polski Ludowej (10 listopada 1955)[17]